# Янош Бояї
Я́нош Бо́яї (угор. Bolyai János; 15 грудня 1802, Коложвар — 27 січня 1860, Марошвашархей) — угорський математик.
Бояї є творцем неевклідової геометрії, основні положення якої він розробив незалежно від Лобачевського і опублікував 1832. 1837 подав на конкурс у Лейпцигу працю, в якій дав узагальнення поняття комплексного числа, випередивши побудову Вільяма Гамільтона.

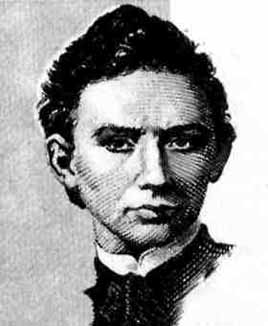
Янош Бояї

## Життєпис
Янош Бояї народився в трансільванському місті Коложвар (нині — Клуж-Напока, Румунія), яке належало Австрійській імперії. Батько його, відомий угорський математик Фаркаш Бояї, випускник Геттінгенського університету, ще в ранньому віці викладав синові основи математичних знань. Бояї походили зі збіднілого, але стародавнього мадярського роду; в XIV—XVIII століттях їм належав укріплений родовий замок Боя, в якому й народився батько Фаркаш.1822 року Янош закінчить Військово-інженерний коледж у Відні, здавши семирічний курс за 4 роки. Вже в коледжі він настільки захопився дослідженням п'ятого постулату Евкліда, що батько з тривогою радив Яношу:

Ти маєш облишити це як найгірше збочення. Воно може забрати у тебе весь час, здоров'я, розум, усі радощі життя. Ця чорна прірва може, можливо, поглинути тисячу таких титанів, як Ньютон.
Янош не дослухався до поради батька. Незабаром він прийшов до висновку, що п'ятий постулат недовідний і незалежний від інших. Це означало, що, замінивши його альтернативним, можна побудувати нову геометрію, відмінну від евклідової. Приблизно в 1820—1823 роках Бояї закінчує трактат з описом нової геометрії. Він жартував у листі батькові: «Я створив дивний новий світ з нічого!».
1823 року Бояї направили на армійську службу, молодшим лейтенантом у військово-інженерні війська. Він віддав армії 11 років, вважався відмінним офіцером і чудовим танцюристом. Володів 9 мовами, серед яких китайська і тибетська. Ніколи не пив і не курив.
1832 року батько опублікував свій твір, а в додатку до нього — роботу сина, яка увійшла в історію математики під ім'ям Appendix (Додаток). Повна назва праці Яноша Бояї: «Додаток, що містить науку про простір, абсолютно істинну, не залежну від істинності або хибності XI аксіоми Евкліда (що a priori ніколи розв'язано бути не може)».

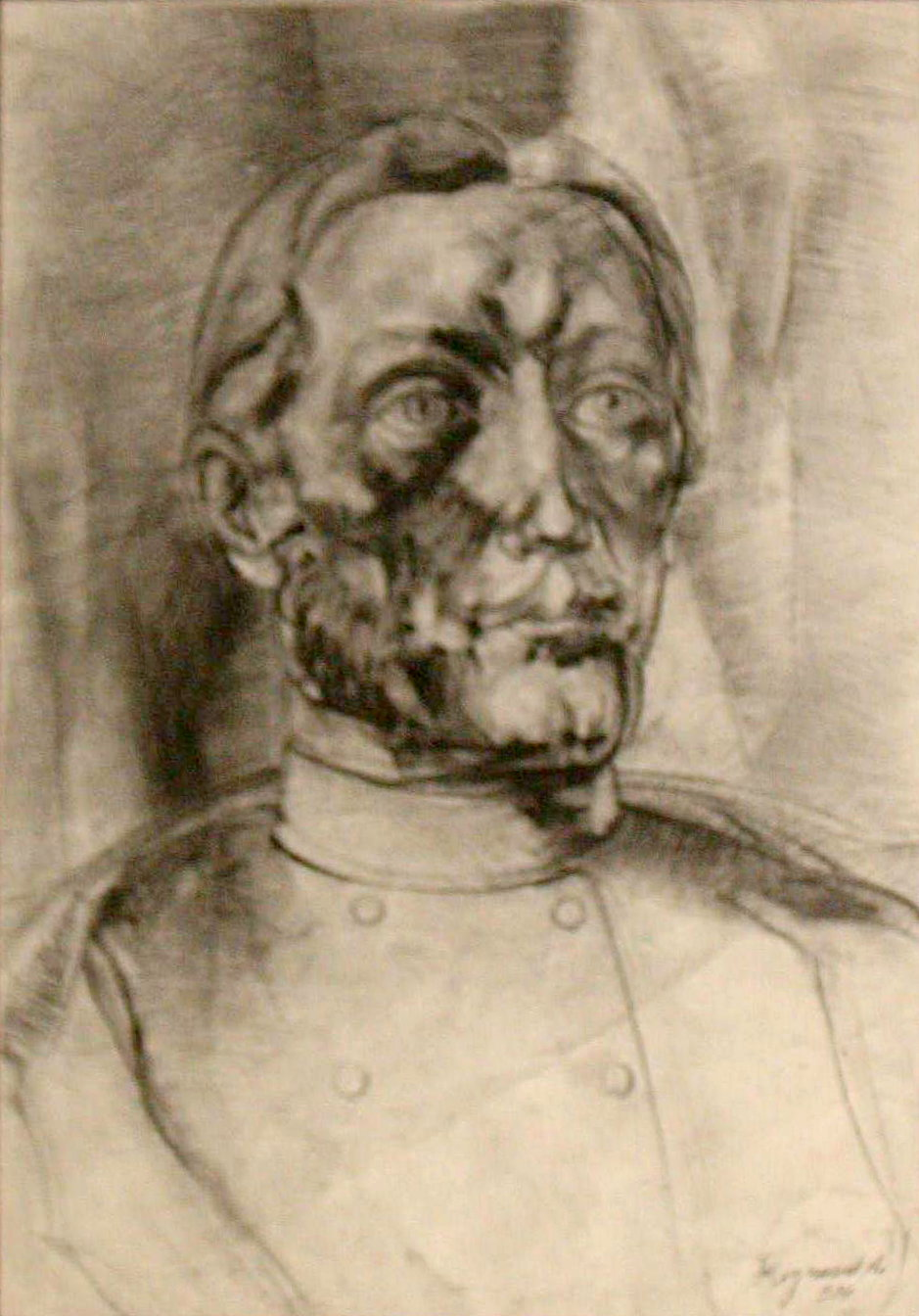
Уявний портрет Бояї (художній твір Аттіли Жигмонда)

«Апендикс», як і роботи Лобачевського, залишився незрозумілим і непоміченим сучасниками.
За рік до цього (1831) Фаркаш Бояї послав відбиток «Апендикса» своєму давньому другу, тодішньому «королю математиків» Гауссу. Прочитавши твір, Гаусс написав одному зі своїх друзів: «цей юний геометр Бояї — геній вищого класу». Як з'ясувалося значно пізніше, Гаусс сам потайки розвивав неевклідову геометрію (ще від початку 1820-х років), проте нічого на цю тему так і не опублікував. Самому ж Фаркашу Гаусс відповів: «Оцінити це — все одно що оцінити себе. Тому що все, що там написано, збігається з моїми власними роздумами останніх 30—35 років на цю тему».
Сумна новина, що його випередили, приголомшила молодого Бояї, щойно підвищеного в капітани. Його здоров'я погіршилося, характер зіпсувався, і незабаром він пішов у відставку (1833). Пенсії він не вислужив, жив на кошти батька. Намагався продовжити математичні праці, почав і незабаром закинув кілька творів, дуже цікавих за своїми ідеями.
1834 року Янош вступив у цивільний шлюб із Розалією Кібеді Орбан (Rozália Kibédi Orbán). У них народилися двоє дітей.
1848 року Янош Бояї виявив працю М. І. Лобачевського, який ще 1829 року, на 3 роки раніше від Бояї, опублікував подібну за ідеями роботу. Бояї розлючений. Він підозрює, що в нього вкрали кращі ідеї, що ніякого Лобачевського ніколи не існувало, і все це витівки хитромудрого Гауса. Разом з тим він захоплюється майстерністю і дотепністю доведення деяких теорем. Останні роки Бояї затьмарив важкий душевний розлад.
1852 року Бояї розійшовся з Розалією. Почав кілька нових досліджень, але жодне не довів до завершення. Після його смерті виявлено понад 20 000 аркушів незакінчених математичних рукописів. Однак «Апендикс» так і залишився єдиною його роботою, надрукованою за життя автора.

## Увічнення пам'яті
На честь ученого названо:
- Кратер Бояї[ru] на Місяці.
- Астероїд (1441) Бояї[8] (1937).
- Університет у Клуж-Напоці.
- Міжнародна математична премія Угорської академії наук (Bolyai János nemzetközi matematikai díj).

Пам'ятники
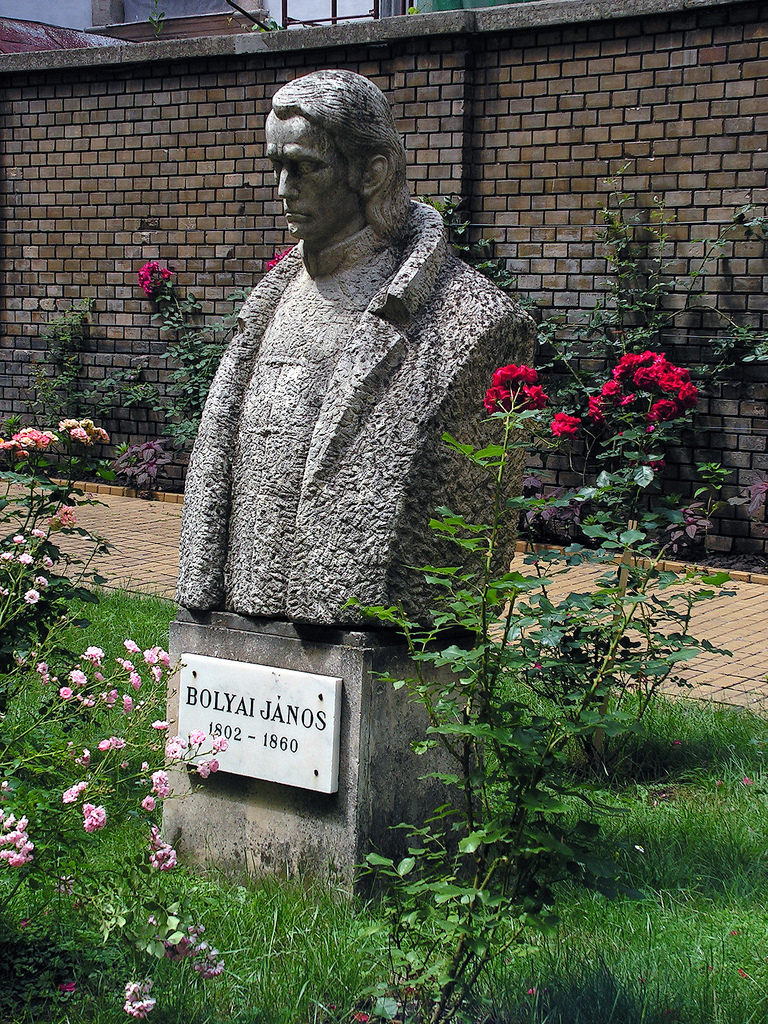
Пам'ятник у Клуж-Напоці
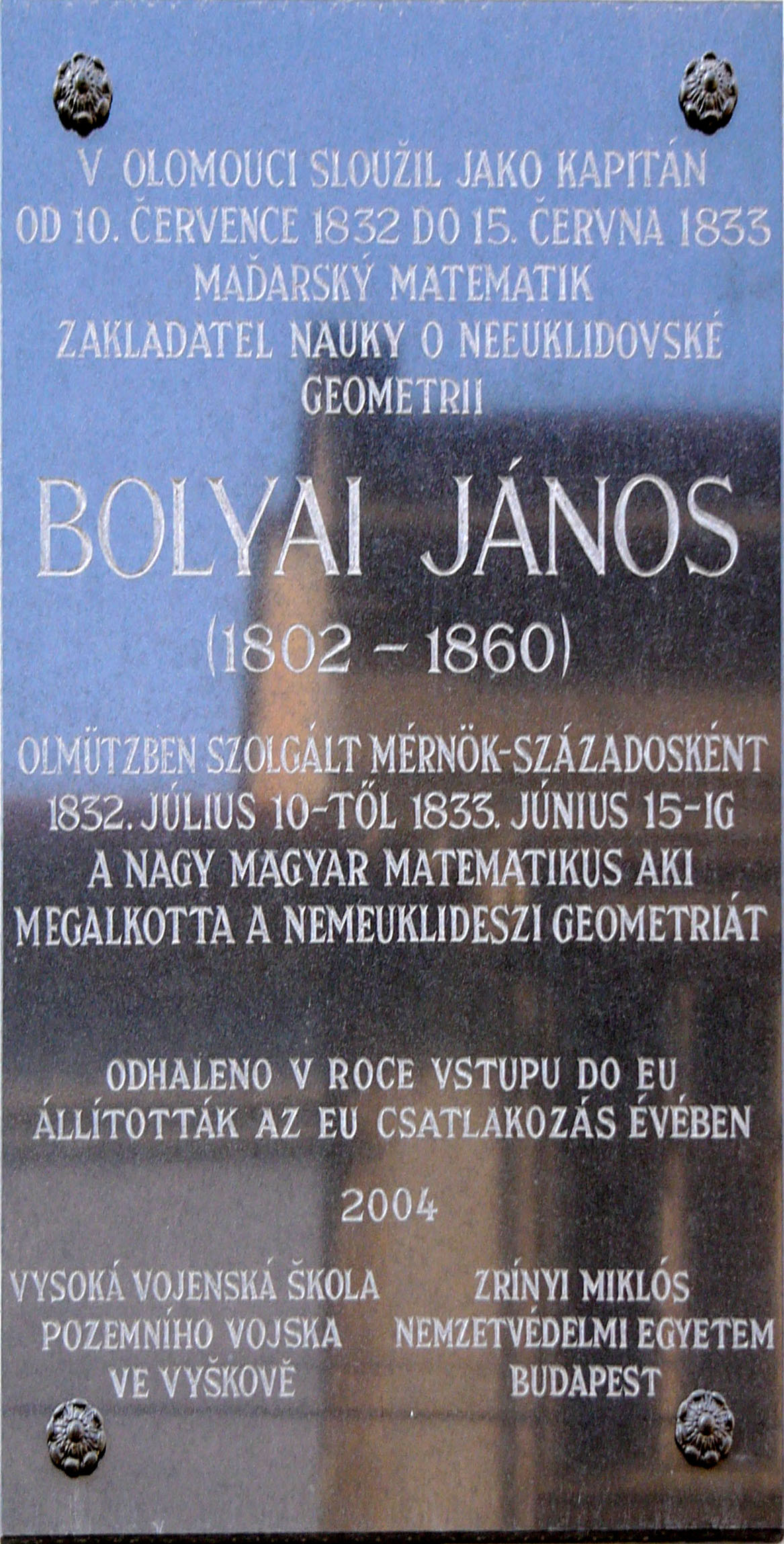
Пам'ятна дошка в Оломоуці (Чехія)
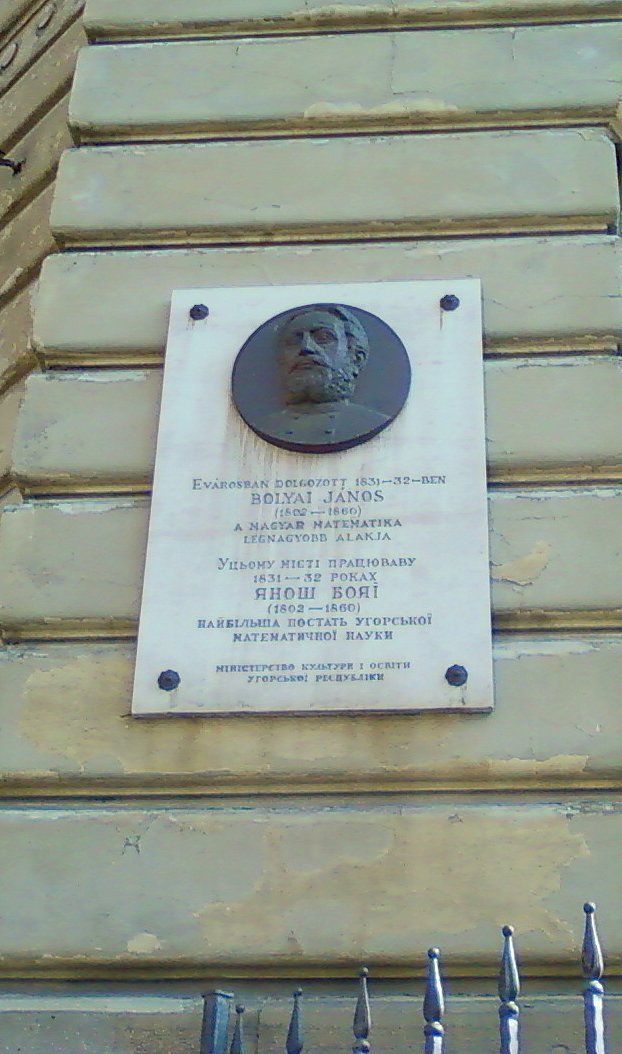
Пам'ятна таблиця на будівлі Львівського університету

## Праці
- Больаи Я. Appendix. Приложение, содержащее науку о пространстве абсолютно истинную, не зависящую от истинности или ложности XI аксиомы Евклида / Перевод с латинского, вступительные статьи и примечания В. Ф. Кагана. М.—Л.: ГИТТЛ, 1950. — 243 с. (рос.)
- Больаи Я. Аппендикс. [Архівовано 21 квітня 2013 у Wayback Machine.] // Основания геометрии. — М.; ГИТТЛ, 1956. (рос.)